# Batocera lineolata
Batocera lineolata là một loài bọ cánh cứng trong họ Cerambycidae.

## Hình ảnh

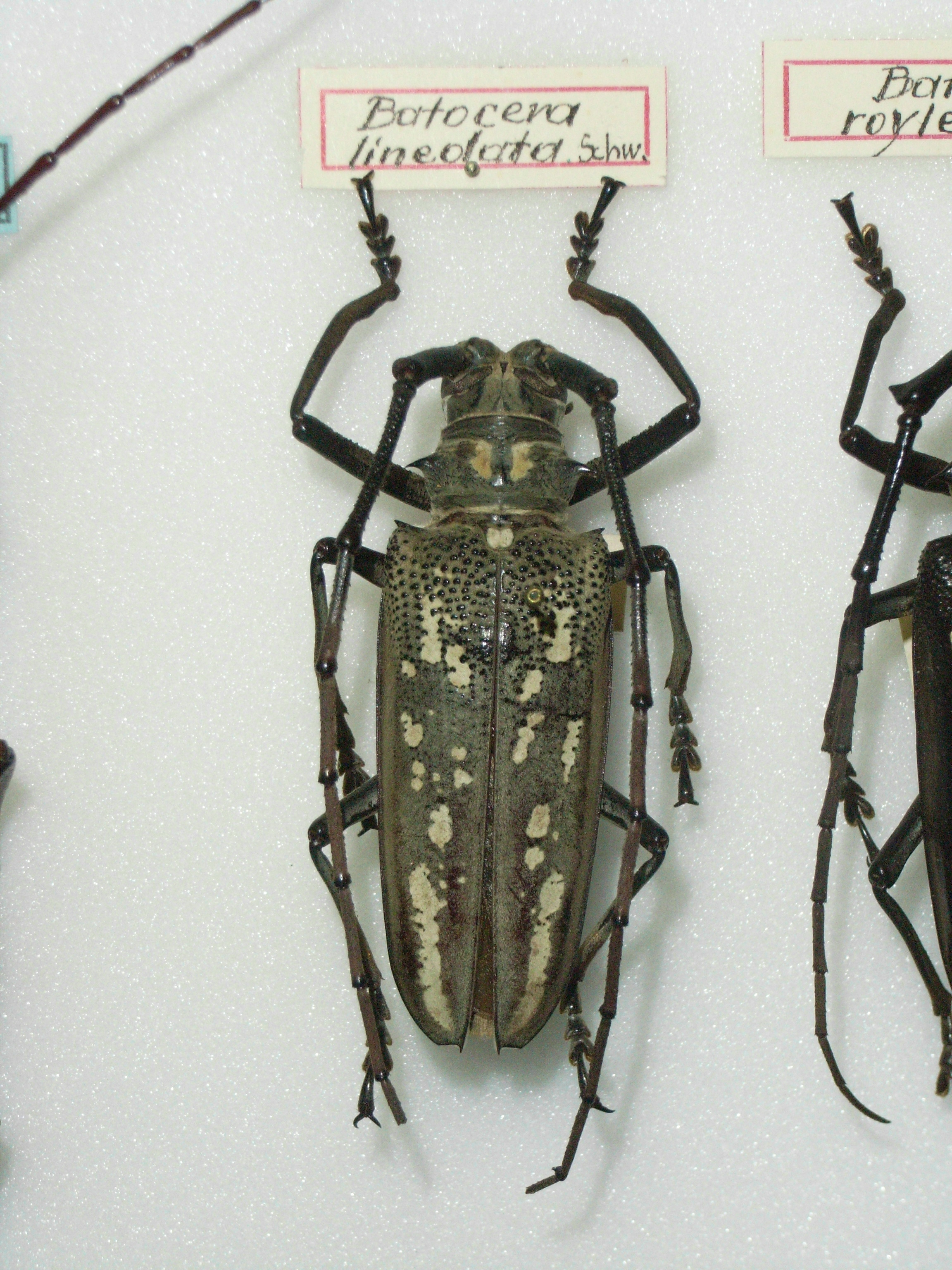
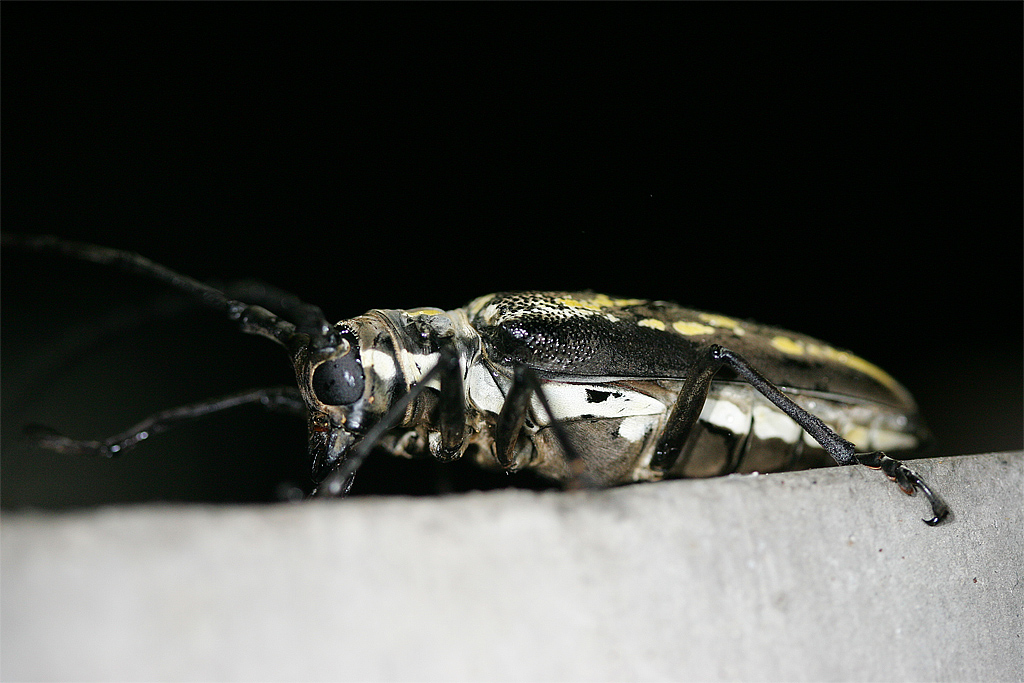